# Парлофон Рекърдс
„Парлофон“ (на английски: Parlophone) е звукозаписна компания, която е основана в Германия през 1896 г. от компанията „Карл Линдстрьом Парлофон“.
Британският клон е създаден през 1923 година като „Парлофон“ и компанията става една от водещите през 1920-те години. Тя е придобита от „Кълъмбия Грамофон Къмпани“, която по-късно става част от „И Ем Ай“.
Джордж Мартин се присъединява през 1950 година като асистент-мениджър в компанията, а през 1955 г. става главен мениджър. Мартин продуцира и издава микс от продукти, включително комедийни записи на: The Goons, пианист Mrs Mills и тийн идолът Адам Фейт. През 1962 година Мартин подписва с изгряващата нова група от Ливърпул – „Бийтълс“, и така „Парлофон Рекърдс“ се превръща в една от най-известните и престижни звукозаписни компании през 1960-те години.